# 1818 en architecture
| Années de l'architecture : 1815 - 1816 - 1817 - 1818 - 1819 - 1820 - 1821    |
| Décennies de l'architecture : 1780 - 1790 - 1800 - 1810 - 1820 - 1830 - 1840 |

Cet article présente les faits marquants de l'année 1818 en architecture.

## Réalisations
- Construction de la maison Augusta en Géorgie aux États-Unis par Nicholas Ware, aussi connue sous le nom de Ware's Folly pour son coût élevé. Cet édifice fait partie du Registre national des lieux historiques.
- L'architecte allemand Karl Friedrich Schinkel construit le Konzerthaus de Berlin (fin en 1821).
- Œuvre architecturale de Carlo Rossi à Saint-Pétersbourg : ensemble de l’île Ielaguine (1818-1822), palais Michel (1819-1825), état-major (1819-1829).

## Événements
- 20 février : inauguration du monument en l'honneur de Kouzma Minine et Dmitri Pojarski sur la place Rouge de Moscou.

## Récompenses
- Prix de Rome : non attribué.

## Naissances
- 16 septembre : Alphonse Balat († 15 mai 1895) .
- 11 novembre : James Renwick Jr († 23 juin 1895).

## Décès
- 16 septembre : Léon Dufourny (° 5 mars 1754).
- 7 novembre : Louis François Petit-Radel (° 1739).